# 盐宗庙
盐宗庙亦称曾公祠，位于中国江苏省扬州市广陵区古城东南隅、徐凝门内南河下康山街20号，西邻盐商卢绍绪宅第，由两淮盐商出资、两淮盐运使方浚颐主持兴建于清同治十二年（1873），大殿内供奉盐业生产、营销和盐政的三位始祖，即最早煮海盐的夙沙氏、最早的盐商胶鬲和最早的盐官管仲，三宗同祀的形式国内仅存。后因曾国藩一度担任两江总督兼两淮盐政，任内开通长江盐路，促进扬州盐业复兴，故一年后改庙宇为其专祠。建筑原有五进，今存大门，二门和正殿前三进，均为面阔三间的硬山顶建筑，正殿两侧有廊庑，其后的后楼、戏台等已不存。大门外侧墙面做工精细，门上砖嵌额枋内雕有海棠式框景，内为拐子锦和阳刻灵芝一枚（神灵之意）。2006年全面修缮，2007年4月外对开放。